# هيرويوكي مايدا
هيرويوكي مايدا (باليابانية: 前田 寛之) (22 مايو 1974 في كاناغاوا في اليابان – )؛ هو لاعب كرة قدم سابق كان يلعب كمهاجم.